# 士蒍
士蒍（？—？），祁姓，士氏，名蒍，字子與，中国春秋時期晋国政治人物。士氏之祖。在晋武公、晋献公手下為官，奠定了晉國發展的基礎。
晋公室桓莊之族（曲沃桓叔、曲沃莊伯之後）威脅国君的權力，士蒍為協助晋献公清除桓莊之族，提出先消滅桓莊之族中最強大的富子，然後再解決其它的公子公孫。前667年，士蒍先是離間富子，然後利用桓莊之族來消滅富子。明年，士蒍又離間另一較強大的游氏，游氏二子被殺。前669年，士蒍迫使群公子盡殺游氏之族，他又在聚地築城，請桓莊之族的子孫都居住到聚邑來。冬季時，晋献公出兵包圍聚邑，將桓莊之族全部消滅。晋献公任命他為司空，負責修築絳城，成為新的國都。
公子重耳、公子夷吾勢力壯大，士蒍歎道：“一国三公，吾谁适从？”因此致仕。